# Liparetrus iridipennis
Liparetrus iridipennis är en skalbaggsart som beskrevs av Ernst Friedrich Germar 1848. Liparetrus iridipennis ingår i släktet Liparetrus och familjen Melolonthidae. Inga underarter finns listade i Catalogue of Life.